# فيرنر شارف (مقاوم)
فيرنر شارف (بالألمانية: Werner Scharff)‏ هو مقاوم ألماني، ولد في 16 أغسطس 1912 في بوزنان في بولندا، وتوفي في 16 مارس 1945 في معسكر اعتقال ساكسنهاوزن في ألمانيا.